# Épiphora (médecine)
Ne doit pas être confondu avec Epiphora ou Épiphore.
 Mise en garde médicale
L'épiphora ou le larmoiement excessif  est un débordement de larmes sur le visage, autre que causé par des pleurs normaux. Il s'agit d'un signe clinique ou d'une affection médicale qui constitue un drainage insuffisant du film lacrymal venant des yeux, en ce sens que les larmes s'écouleront le long du visage plutôt que par le système lacrymonasal.

## Causes
Les causes de l'épiphora sont celles qui provoquent soit une surproduction de larmes, soit une diminution du drainage des larmes, entraînant un larmoiement sur la joue. Cela peut être dû à une irritation et à une inflammation oculaires (y compris le trichiasis et l'entropion) ou à une obstruction du canal lacrymonasal qui est divisé en fonction de sa localisation anatomique, cette dernière est souvent due au vieillissement (un processus spontané), à la conjonctivochalasis, à l'infection (la dacryocystite), à la rhinite et chez les nouveau-nés et les nourrissons, au défaut d'ouverture du canal lacrymonasal. Une autre cause pourrait être une mauvaise reconstruction du système de canal lacrymonasal après un traumatisme dans la région. La cause du traumatisme pourrait être des fractures faciales (y compris des fractures naso-ethmoïdiennes ou des ostéotomies maxillaires de Le Fort) et des traumatismes des tissus mous impliquant le nez et/ou la paupière. Cette affection est souvent frustrante ou irritante[réf. nécessaire]. Une revue systématique étudiant l'utilisation de bouchons méatiques pour le traitement de la sécheresse oculaire a rapporté quelques cas d'épiphora chez les participants.

## Diagnostic
Le diagnostic de l'épiphora est clinique par l'anamnèse et l'observation des paupières.
La dacryoscintigraphie est une méthode d'imagerie utilisée afin de détecter les obstructions au niveau de l'appareil lacrymal.